# Sphaerophoria macrogaster
Sphaerophoria macrogaster är en tvåvingeart som först beskrevs av Thomson 1869.  Sphaerophoria macrogaster ingår i släktet sländblomflugor, och familjen blomflugor. Inga underarter finns listade i Catalogue of Life.